# Animale parlante
Un animale parlante è un qualsiasi animale non umano che può produrre suoni o gesti simili a quelli di un linguaggio umano. Diverse specie o gruppi di animali hanno sviluppato forme di comunicazione che somigliano superficialmente al linguaggio verbale, tuttavia, queste non sono definite come linguaggio perché mancano di una o più delle caratteristiche definitorie, cioè: grammatica, sintassi, ricorsività e distanziamento. I ricercatori hanno avuto successo nell'insegnare ad alcuni animali a fare gesti simili alla lingua dei segni. Tuttavia, questi animali non riescono a raggiungere uno o più dei criteri accettati per la definizione di lingua.

## Imitazione e comprensione

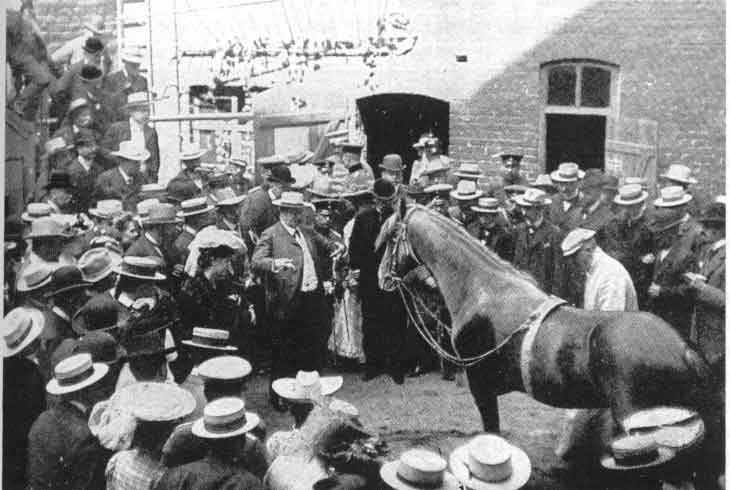
Esibizione di Hans l'intelligente.

Il termine si riferisce agli animali che possono imitare (anche se non necessariamente capire) il linguaggio umano. I pappagalli, per esempio, ripetono generalmente le cose senza senso attraverso l'esposizione. È una forma di antropomorfismo chiamare questo discorso umano, poiché non ha basi semantiche.
Hans l'intelligente era un cavallo che si riteneva fosse in grado di eseguire operazioni aritmetiche e altre attività intellettuali. Dopo un'indagine formale nel 1907, lo psicologo Oskar Pfungst dimostrò che il cavallo non stava effettivamente svolgendo questi compiti mentali, ma stava osservando la reazione dei suoi osservatori umani. Il cavallo rispondeva a segnali involontari nel linguaggio del corpo del suo addestratore o di altre persone che facevano domande al cavallo e conoscevano la risposta, ma non erano consapevoli di fornire tali segnali.

## Formalità del linguaggio animale
Un "linguaggio formale" richiede una comunicazione con sintassi e semantica. Non è sufficiente per un soggetto comunicare informazioni o persino usare simboli per comunicare idee. In proposito, la ricerca ha enucleato una serie di proprietà del linguaggio umano per distinguerlo dalla comunicazione animale.
I ricercatori hanno tentato di insegnare grandi scimmie (gorilla, scimpanzé e bonobo) una lingua parlata con scarsi risultati in quanto possono solo insegnare come pronunciare una o poche parole o frasi di base o limitate o meno, e la lingua dei segni con risultati significativamente migliori in quanto possono essere molto creativi con vari segnali manuali come quelli di non udenti. A questo proposito, ora ci sono numerosi studi e un'ampia bibliografia. Tuttavia, anche la migliore scimmia che comunicava meglio ha mostrato l'incapacità di cogliere l'idea della sintassi e della grammatica, comunicando invece al massimo allo stesso livello di un linguaggio pidgin negli umani. Sono espressive e comunicative, ma mancano della formalità che rimane unica per il linguaggio umano.
La ricerca più recente (a partire dai primi anni 2000) mostra che la differenza fondamentale è la mancanza di domande da parte degli animali e che la sintassi formale è solo un dettaglio superficiale, tuttavia è stato registrato che il pappagallo Alex ha posto una domanda esistenziale. Ci sono anche altre differenze, inclusa una scarsa precisione, come mostrato dal bonobo Kanzi, che usava il lessigramma corrispondente a chase ("inseguire") in modo intercambiabile con quello corrispondente a get ("ottenere"), sebbene questo comportamento potrebbe non essere lo stesso per tutti gli animali. La ricerca sostiene l'idea che le limitazioni linguistiche negli animali siano dovute a limitate capacità intellettuali generali (rispetto alla mancanza di un modulo specifico), e che le parole siano create dividendo le frasi in pezzi, rendendo la grammatica più basilare della semantica. L'affermazione che la sintassi è la differenza chiave tra linguaggio umano e animale è però dubbia.

## Casi segnalati per specie

### Uccelli
Le ricerche condotte dalla dottoressa Irene Pepperberg indicano che i pappagalli sono in grado di parlare in un contesto e con un significato intenzionale. Uno dei pappagalli di Pepperberg, Alex, un pappagallo grigio, ha dimostrato la capacità di assemblare le parole dalle lettere.

### Cani
Il meccanismo dei "cani parlanti" è di solito il seguente. Un proprietario sente un cane che emette un suono simile a una frase, ridice la frase al cane, che poi ripete il suono e viene ricompensato con un premio. Alla fine il cane impara una versione modificata del suono originale. I cani hanno capacità limitate di imitazione vocale, quindi questi suoni di solito devono essere plasmati mediante l'attenzione selettiva e la ricompensa sociale.
- Un cane di nome Fluffy su America's Funniest Home Videos ("I video domestici più divertenti d'America", una popolare trasmissione televisiva statunitense) faceva dei rumori che per alcuni spettatori assomigliavano a "Voglio mia mamma", dopo che gli era stato chiesto "Vuoi la tua mamma?". Altri video hanno mostrato altri cani che facevano rumori che secondo alcuni spettatori assomigliavano a "Correre in giro", "Lo voglio", "Amo mamma" e "Ciao".[21]
- Odie, un carlino che produceva rumori che assomigliavano a "Ti amo" su richiesta, fece apparizioni in diversi programmi televisivi.[22]
- Il ricercatore paranormale Charles Fort scrisse nel suo libro Wild Talents (1932) di diversi presunti casi di cani che parlavano inglese. Fort prese le storie dai resoconti di giornali contemporanei.
- Un husky che produce vocalizzazioni che ad alcuni spettatori sembrano "no" è apparso nel Daily Mail, nel Mirror e nell'Huffington Post, tra gli altri.[23]
- Nel 1715 Gottfried Wilhelm Leibniz pubblicò un resoconto del suo incontro con un cane parlante che poteva pronunciare circa 30 parole.[24]
- Don, un pointer tedesco nato intorno all'inizio del XX secolo, era un cane che era ritenuto capace di pronunciare un paio di parole in tedesco e divenne quindi un'attrazione del vaudeville. Sebbene la maggior parte degli scienziati dell'epoca abbia respinto le capacità di Don, l'autore Jan Bondeson sostiene una tesi secondo cui Don era genuinamente capace di limitare il linguaggio umano e critica i test che sono stati eseguiti su Don al momento come viziati da gravi difetti metodologici.[24]
- Nel 1959 un cane da pastore tedesco di nome Corinna che viveva a Praga sviluppò spontaneamente una capacità di un limitato linguaggio umano. Secondo lo zoologo Hermann Hartwigg, pubblicato sotto lo pseudonimo di "Hermann Dembeck", Corinna "detiene il primato in tempi moderni per le sue capacità comunicative".[25]

### Gatti
- Il caso di un gatto che fu videoregistrato mentre pronunciava presunte parole e frasi umane come "Oh il mio cane", "Oh Long John", "Oh Long Johnson", "Oh Don piano", "Perché io occhi tu", e "Tutto il giorno dal vivo"[26] divenne un fenomeno di Internet nel 2006. Un filmato di questo gatto, soprannominato Oh Long Johnson da una delle frasi pronunciate, fu mostrato su America's Funniest Home Videos nel 1998, e una versione più lunga dell'inserto (che rivelò che l'animale stava reagendo alla presenza di un altro gatto) fu mandato in onda nel Regno Unito. Gli inserti provenienti da questo video sono prevalenti su YouTube. Il gatto apparve come personaggio in "Faith Hilling", il 226º episodio di South Park, che andò in onda il 28 marzo 2012.
- La causa Miles contro il Comune di Augusta, Georgia, nella quale il tribunale stabilì che l'esibizione di un gatto parlante era considerata un'occupazione ai fini della legge sulle licenze municipali.

### Grandi scimmie
Le grandi scimmie che imitano il linguaggio umano sono rare, anche se alcuni esemplari hanno tentato di farlo osservando e imitando spesso i gesti e le voci dei loro addestratori umani. È possibile che il controllo della voce umana nelle grandi scimmie non umane possa derivare da un antenato evolutivo con capacità di controllo vocale simili. Questi includono scimpanzé e orangotanghi.
- Johnny (1944–2007) era uno scimpanzé in grado di pronunciare chiaramente la parola "mamma".
- Nel 1962, nel Bioparco di Roma, uno scimpanzé di nome Renata poteva chiaramente pronunciare la parola "mamma" quando veniva elogiato dal suo allenatore.
- Kokomo Jr. era uno scimpanzé e una mascotte del programma statunitense Oggi, che era noto per pronunciare la parola "mamma".
- Viki era uno scimpanzé che poteva pronunciare quattro parole:
  - mamma
  - papa
  - su
  - tazza
- Tilda (nato nel 1965, Borneo), era un orangotango che rispondeva ai suoi custodi in un modo simile all'essere umano, ad es. indicando il cibo e ripetendo la parola "Zoo di Colonia" controllando le labbra e la lingua, oltre a manipolare le sue corde vocali. Per fare ciò, faceva schioccare la lingua per produrre vari toni della sua voce e brontolava in un modo paragonabile a emissioni vocaliche umane. Lo faceva solo durante il periodo di allattamento, quando voleva attirare l'attenzione dei suoi custodi. Ciò era dovuto principalmente al fatto che in passato era stata addestrata da un istruttore umano mentre era nel settore dell'intrattenimento.
- Rocky era un orangotango che riusciva dire la parola "ciao". Era la primissima scimmia a produrre suoni simili alle parole in un "contesto colloquiale". Aveva la capacità controllare la sua voce come fanno gli umani quando conducono una conversazione.

### Elefante
- Batyr (1969–1993), un elefante del Kazakistan, fu segnalato che aveva un vocabolario di più di 20 frasi. Le registrazioni di Batyr che dicono "Batyr è buono", "Batyr ha fame" e parole come "bevuta" e "dai" furono frasmesse sulla radio statale kazaka nel 1980.[27]
- Kosik (nato nel 1990) è un elefante in grado di imitare le parole coreane.[28]

### Cetacei
Alcune specie di balene dentate come delfini e focene come beluga e orche possono imitare gli schemi del linguaggio umano.
- NOC, una balena beluga in cattività nel programma Cold Ops della Marina degli Stati Uniti, poteva mimare alcune parole abbastanza bene da confondere i subacquei della Marina in almeno un'occasione.[30]
- L'assistente di John Lilly, Margaret Howe, addestrò un delfino di nome Peter a produrre diverse parole, tra cui un credibile "Mar-ga-ret".
- Wikie è un'orca che può dire "ciao", "arrivederci" e "Amy" (il suo allenatore).

### Altri
- Hoover era una foca comune che ripeteva frasi comuni ascoltate nella sua esibizione all'Acquario del New England, incluso il suo nome. Apparve in pubblicazioni come Reader's Digest e The New Yorker e in programmi televisivi come Good Morning America.[31]
- Gef la mangusta parlante era un presunto animale parlante che abitava in una piccola casa sull'Isola di Man, al largo delle coste della Gran Bretagna. Autori alternativi credono che Gef fosse un poltergeist, uno strano animale o un criptide. Gli accademici contemporanei ritengono che fosse molto probabilmente una bufala.[32][33]
- Non è insolito per le capre fare rumori che suonano come sillabe di parole umane. Alcuni video di questo comportamento hanno finito per diventare popolari su YouTube. Un esempio del Tennessee di un capretto che sembra dire "cosa cosa cosa?" ottenne oltre sette milioni di visualizzazioni.[34]